# Liste der Pfarren im Dekanat Zistersdorf
Das Dekanat Zistersdorf ist ein Dekanat im Vikariat Unter dem Manhartsberg der römisch-katholischen Erzdiözese Wien.

## Pfarren mit Kirchengebäuden und Kapellen
| Pfarre                  | Pfarrverband           | Ink.                           | Seit                         | Patrozinium              | Kirchengebäude und Kapellen |                              |
| ----------------------- | ---------------------- | ------------------------------ | ---------------------------- | ------------------------ | --- | ---------------------------- |
| Dobermannsdorf          | Zayatal Maria Moos     |                                | vermutlich vor 1250          | Hl. Andreas              | Pfarrkirche Dobermannsdorf | Pfarrkirche Dobermannsdorf   |
| Drösing                 | Im Dreiländereck       | 1212 bis 1745 Stift Lilienfeld | um 1050                      | Hl. Laurentius           | Pfarrkirche Drösing Filialkirche Waltersdorf an der March | Pfarrkirche Drösing          |
| Dürnkrut                |                        |                                | um 1400                      | Hl. Jakobus der Ältere   | Pfarrkirche Dürnkrut | Pfarrkirche Dürnkrut         |
| Ebenthal                | Weinland um Maria Moos |                                | um 1400                      | Hl. Koloman              | Pfarrkirche Ebenthal | Pfarrkirche Ebenthal         |
| Großinzersdorf          | Weinland um Maria Moos | Zwettl (OCist)                 | 1783                         | Hl. Rosalia              | Pfarrkirche Großinzersdorf Filialkirche Gaiselberg | Pfarrkirche Großinzersdorf   |
| Hauskirchen             | Zayatal Maria Moos     |                                | vermutlich um 1150           | Hl. Laurenz              | Pfarrkirche Hauskirchen | Pfarrkirche Hauskirchen      |
| Hohenau an der March    | Im Dreiländereck       |                                | vermutlich um 1300, neu 1784 | Kreuzauffindung          | Pfarrkirche Hohenau an der March | Pfarrkirche Hohenau          |
| Jedenspeigen            |                        |                                | vor 1179                     | Hl. Martin               | Pfarrkirche Jedenspeigen | Pfarrkirche Jedenspeigen     |
| Loidesthal              | Weinland um Maria Moos |                                | 1783                         | Hl. Wolfgang             | Pfarrkirche Loidesthal | Pfarrkirche Loidesthal       |
| Maustrenk               | Zayatal Maria Moos     |                                | 1784                         | Hl. Georg                | Pfarrkirche Maustrenk | Pfarrkirche Maustrenk        |
| Neusiedl an der Zaya    | Zayatal Maria Moos     |                                | 1784                         | Hll. Peter und Paul      | Pfarrkirche Neusiedl an der Zaya Filialkirche St. Ulrich bei Neusiedl an der Zaya | Pfarrkirche Neisiedl         |
| Niederabsdorf           | Im Dreiländereck       |                                | vermutlich vor 1200          | Mariä Himmelfahrt        | Pfarrkirche Niederabsdorf | Pfarrkirche Niederabsdorf    |
| Palterndorf             | Weinland um Maria Moos |                                | vermutlich um 1290           | Mariä Himmelfahrt        | Pfarrkirche Palterndorf | Pfarrkirche Palterndorf      |
| Prinzendorf an der Zaya | Zayatal Maria Moos     |                                | 1661                         | Hl. Markus               | Pfarrkirche Prinzendorf an der Zaya Kapelle in Ebersdorf an der Zaya | Pfarrkirche Prinzendorf      |
| Rabensburg              | Im Dreiländereck       |                                | vermutlich um 1200           | Hl. Helena               | Pfarrkirche Rabensburg | Pfarrkirche Rabensburg       |
| Ringelsdorf             | Im Dreiländereck       |                                | 1642                         | Heiligste Dreifaltigkeit | Pfarrkirche Ringelsdorf | Pfarrkirche Ringelsdorf      |
| Sierndorf an der March  |                        |                                | 1784                         | Mariä Geburt             | Pfarrkirche Sierndorf an der March | Pfarrkirche Sierndorf        |
| Spannberg               | Weinland um Maria Moos |                                | vermutlich um 1200           | Hl. Martin               | Pfarrkirche Spannberg | Pfarrkirche Spannberg        |
| Velm-Götzendorf         | Weinland um Maria Moos |                                | 1783                         | Hl. Leopold              | Pfarrkirche Velm-Götzendorf | Pfarrkirche Götzendorf       |
| Waidendorf              |                        |                                | um 1300                      | Hl. Ulrich               | Pfarrkirche Waidendorf | Pfarrkirche Waidendorf       |
| Zistersdorf             | Zayatal Maria Moos     | Zwettl (OCist)                 | 1160                         | Kreuzerhöhung            | Stadtpfarrkirche Zistersdorf Wallfahrtskirche Maria Moos (Pfarrkirche bis 1811), Filialkirche Eichhorn, Kapelle in Göstin, Kapelle in Windisch Baumgarten, Kapelle im Landespensionisten- und -pflegeheim Zistersdorf | Stadtpfarrkirche Zistersdorf |

## Dekanat Zistersdorf
Das Dekanat umfasst 21 Pfarren im Weinviertel im nördlichen Niederösterreich mit rund 17.500 Katholiken.
Diözesaner Entwicklungsprozess
Am 29. November 2015 wurden für alle Pfarren der Erzdiözese Wien Entwicklungsräume definiert. Die Pfarren sollen in den Entwicklungsräumen stärker zusammenarbeiten, Pfarrverbände oder Seelsorgeräume bilden. Am Ende des Prozesses sollen aus den Entwicklungsräumen neue Pfarren entstehen. Im Dekanat Zistersdorf wurden folgende Entwicklungsräume festgelegt:
- Drösing, Dürnkrut, Hohenau an der March, Jedenspeigen, Niederabsdorf, Rabensburg, Ringelsdorf, Sierndorf an der March und Waidendorf
- Ebenthal, Dobermannsdorf, Großinzersdorf, Hauskirchen, Loidesthal, Maustrenk, Neusiedl an der Zaya, Palterndorf, Prinzendorf an der Zaya, Spannberg, Velm-Götzendorf und Zistersdorf
  - Subeinheit 1: Ebenthal, Großinzersdorf, Loidesthal, Palterndorf, Spannberg, Velm-Götzendorf und Zistersdorf
  - Subeinheit 2: Dobermannsdorf, Hauskirchen, Maustrenk, Neusiedl an der Zaya und Prinzendorf an der Zaya

## Dechanten
- 1933–1936, Karl Kaiser, Pfarrer von Jedenspeigen[2]
- 1992–1997, Jaroslav Nesvadba, Pfarrer in Jedenspeigen[3]
- ?–? Karl Seethaler, Pfarrer in Spannberg[4]
- seit ? Ryszard Maliga, Pfarrer in Prinzendorf an der Zaya[5]